# Opbrengst (financieel)
De opbrengst van een proces of project is het geld dat binnenkomt via de kas of een bankrekening. Opbrengst wordt vaak als synoniem gebruikt voor het begrip omzet. Opbrengst bestaat uit de afzet, dat wil zeggen het aantal verkochte producten, vermenigvuldigd met de verkoopprijs van de producten.
De winst is de opbrengst min de kosten.